# Grant Dalton
Grant Dalton   (Auckland, 1 de juliol de 1957) és un mariner i regatista neozelandès que competeix a la Whitbread Round the World Race i actualment capitaneja l'equip de Nova Zelanda d'ençà de la Copa Amèrica de vela de 2003, prova de la qual és conseller delegat.

## Trajectòria
Dalton és un mariner professional que va començar a navegar als 8 anys a la P Class i aviat va començar a regatejar com a membre del Maraetai Sailing Club. Va ser nomenat oficial de l'Orde de l'Imperi Britànic el 1995 pels seus serveis. Va ser preseleccionat l'any 2001 per la Federació Internacional de Vela per als Premis ISAF World Sailor of the Year.
Dalton va ser patró i va guanyar The Race, una carrera al voltant del món amb el maxicatamarà Club Med. La cursa va començar l'1 de gener de 2001 i va acabar el 3 de març. El Club Med va batre diversos rècords, incloent la màxima distància recorreguda en 24 hores (656 milles marina) i la circumnavegació més ràpida (62 dies i 7 hores).
La seva altra passió a banda de la vela és l'automobilisme i la Fórmula 1. El 2014, amb 57 anys, Dalton va estrenar-se al Max Gran Prix, i també a la F1 Classic TT, afirmant: «he fet set voltes al món i unes quantes copes d'Amèrica, però això és el més extrem que he provat mai».